# Université d'Ispahan
L'université d'Ispahan (persan : دانشگاه اصفهان, Dāneshgāh-e Esfāhān) est une université publique iranienne située dans la partie méridionale de la ville d'Ispahan.
Cet établissement, fondé en 1946, comprend environ 16 000 étudiants (dont 4 500 étudiants en thèse) et 450 membres du corps enseignant. Son président est le professeur Mohammad Hossein Ramesht. La Française Clotilde Reiss y fut lectrice de français en 2009.

## Facultés
- Faculté des sciences
- Faculté d'ingéniérie
- Faculté d'humanités et de littérature
- Faculté d'économie et de science administrative
- Faculté de science éducationnelle et de psychologie
- Faculté des langues étrangères
- Faculté d'éducation physique
- Faculté d'enseignement virtuel
- Faculté des transports
- Faculté de géographie et de planification
- Faculté de sciences avancées et de technologie
- Faculté des sciences cognitives

## Anciens élèves
- Mohammad Khatami, président de la République islamique d'Iran
- La Bégum Nusrat Bhutto
- Hrant Markarian, président de la Fédération révolutionnaire arménienne
- Houshang Golshiri, écrivain